# Liste des phares de la Colombie-Britannique

Carte de la Colombie-Britannique

Liste des phares de la Colombie-Britannique : Le littoral escarpé de la Colombie-Britannique compte environ 40 phares en activité. Certaines de ces stations de signalisation maritime représentent la seule présence fédérale dans les régions éloignées et sans voie d'accès par la côte. Les aides à la navigation au Canada sont entretenues par la Garde côtière canadienne.
En 2008, le Parlement a adopté la Loi sur la protection des phares patrimoniaux (Heritage Lighthouse Protection Act (en) afin de désigner et de protéger les phares historiques. En 2010, la Garde côtière a déclaré que la grande majorité des phares étaient excédentaires, et on craint que cela ne mène à l'élimination et à la destruction possible de nombreux phares.
Les principaux phares sont classés de nord au sud de la côte de l'océan Pacifique.
Certains sont des phares patrimoniaux (avec *).

## Skeena-Queen Charlotte

### Zone dePrince Rupert

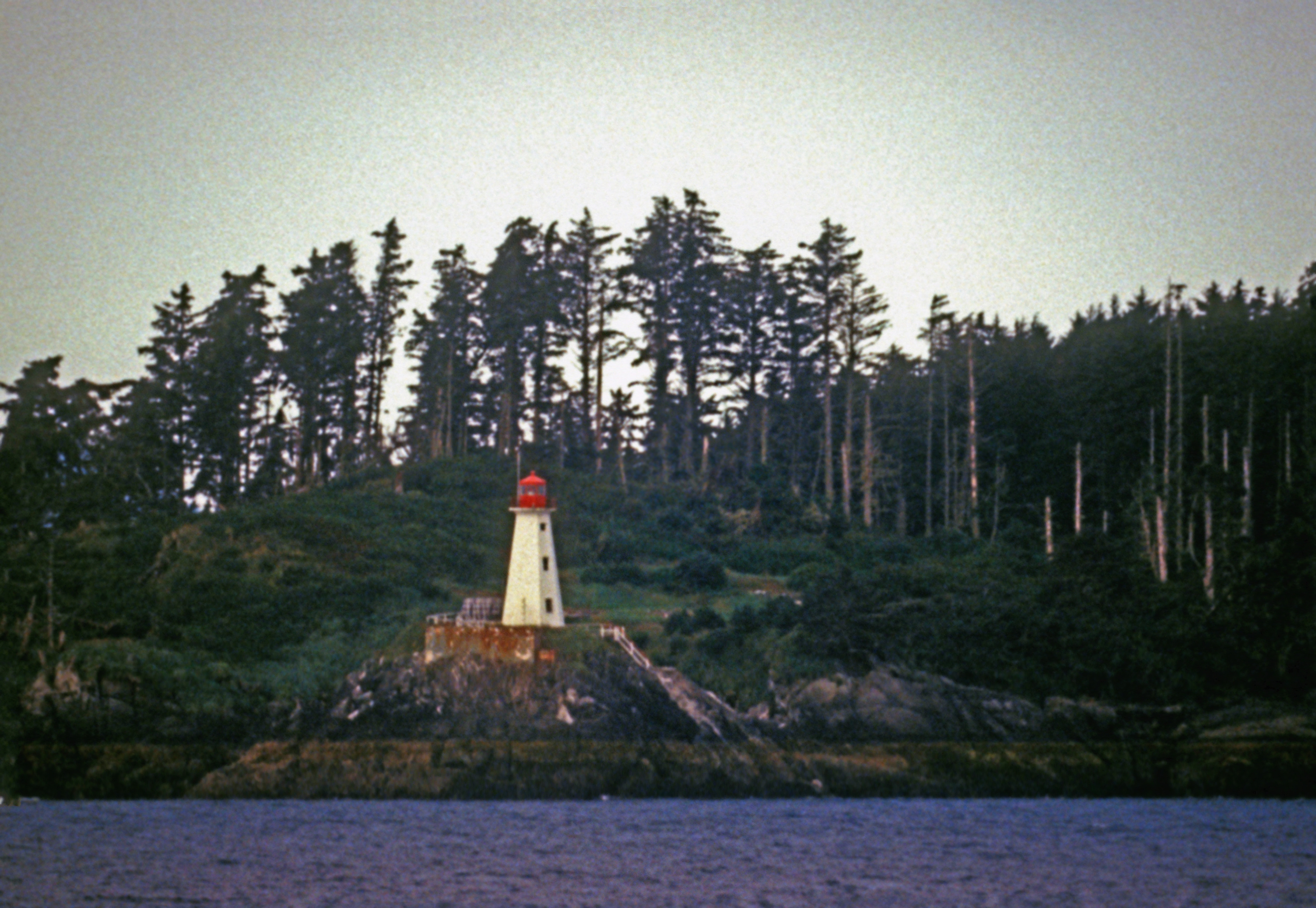
Lucy Island

- Phare de Green Island *
- Phare de Triple Island *
- Phare de Lucy Islands
- Phare d'Holland Rock
- Phare de Lawyer Islands (détruit)[2]

### Haida GwaiietDétroit d'Hecate

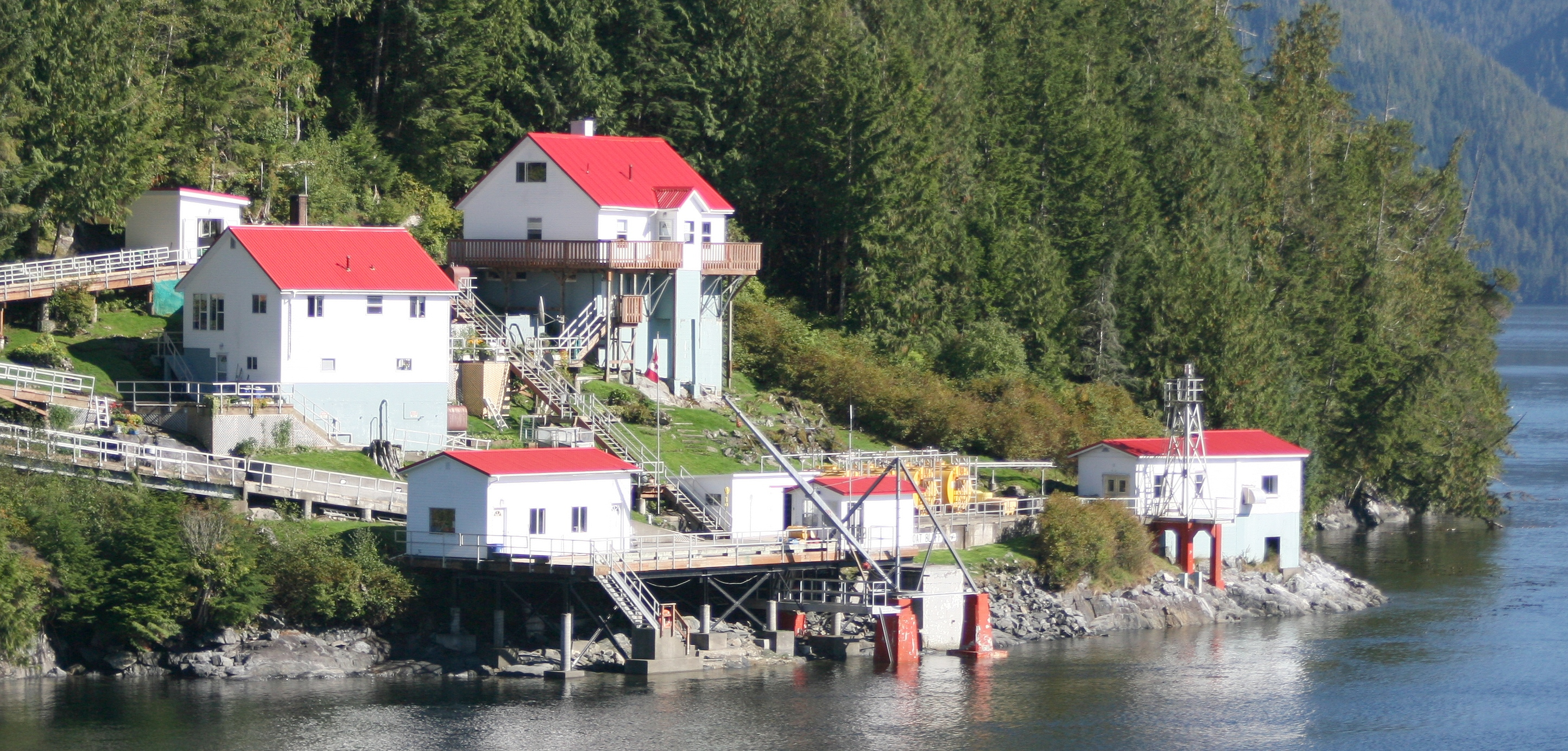
Phare de Boat Bluff

- Phare de Langara *
- Phare de Cape St. James
- Phare de Bonilla

## Kitimat-Stikine
- Phare de Boat Bluff *

## Central Coast
- Phare de McInnes Island *
- Phare d'Ivory Island
- Phare de Dryad Point *
- Phare de Pointer Island
- Phare d'Addenbroke Island
- Phare d'Egg Island *

## Île de Vancouver

### Mount Waddington
- Phare de Triangle Island (Inactif)[3]
- Phare de Pine Island
- Phare de Scarlett Point
- Phare de Cape Scott
- Phare de Pulteney Point
- Phare de Quatsino

### Strathcona
- Phare de Chatham Point
- Phare de Cape Mudge *
- Phare de Nootka *

### Nanaimo
- Phare de Chrome Island
- Phare de Sisters Islets
- Phare de Ballenas Island
- Phare d'Entrance Island *
- Phare de Porlier Pass[4]

### Alberny-Clayoquot

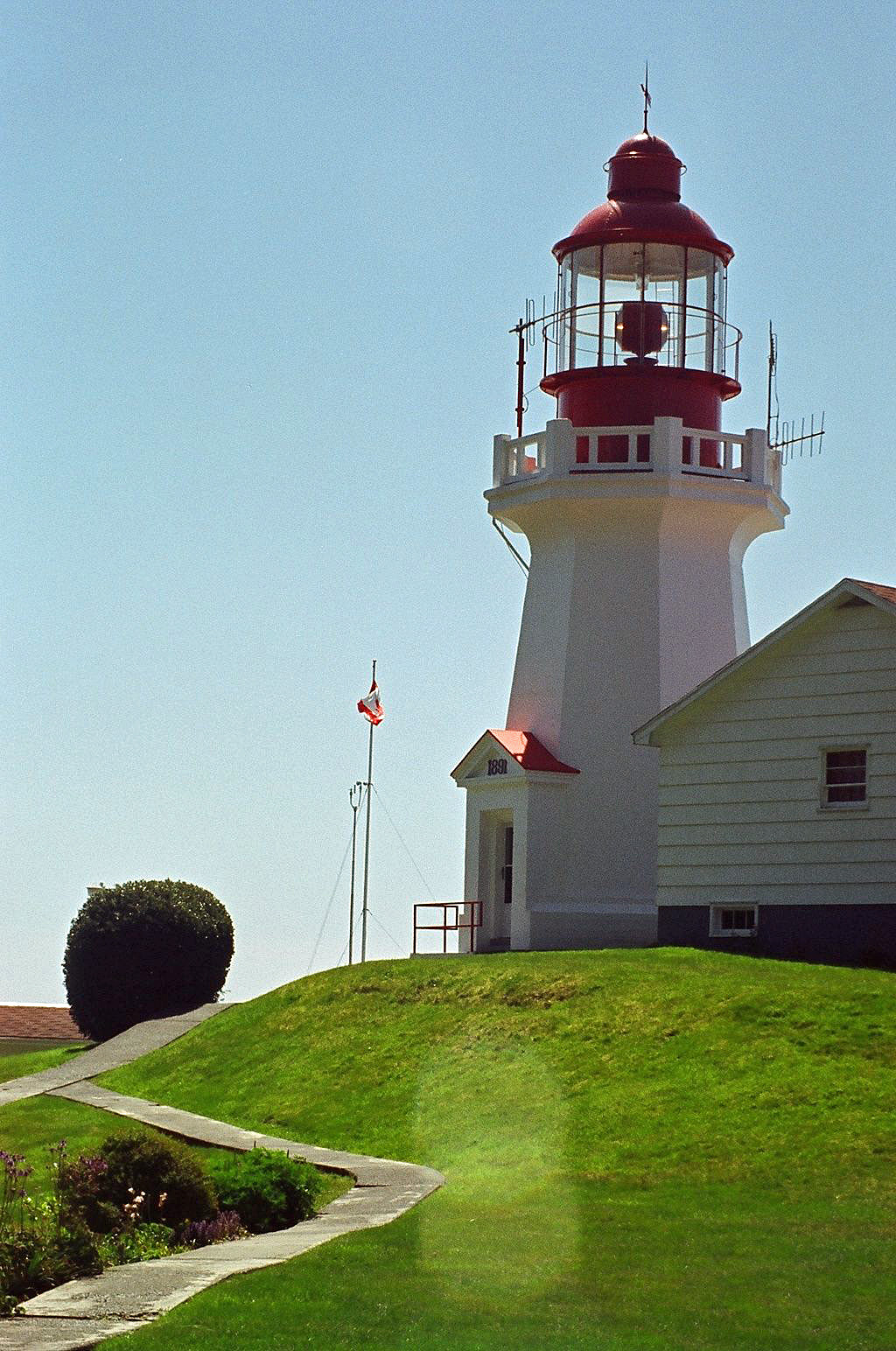
Carmanach Point

- Phare de Lennard Island
- Phare d'Amphitrite Point
- Phare d'Estevan Point *
- Phare de Port Alberni[5]
- Phare de Cape Beale *
- Phare de Pachena Point *
- Phare de Carmanah Point *

### Victoria

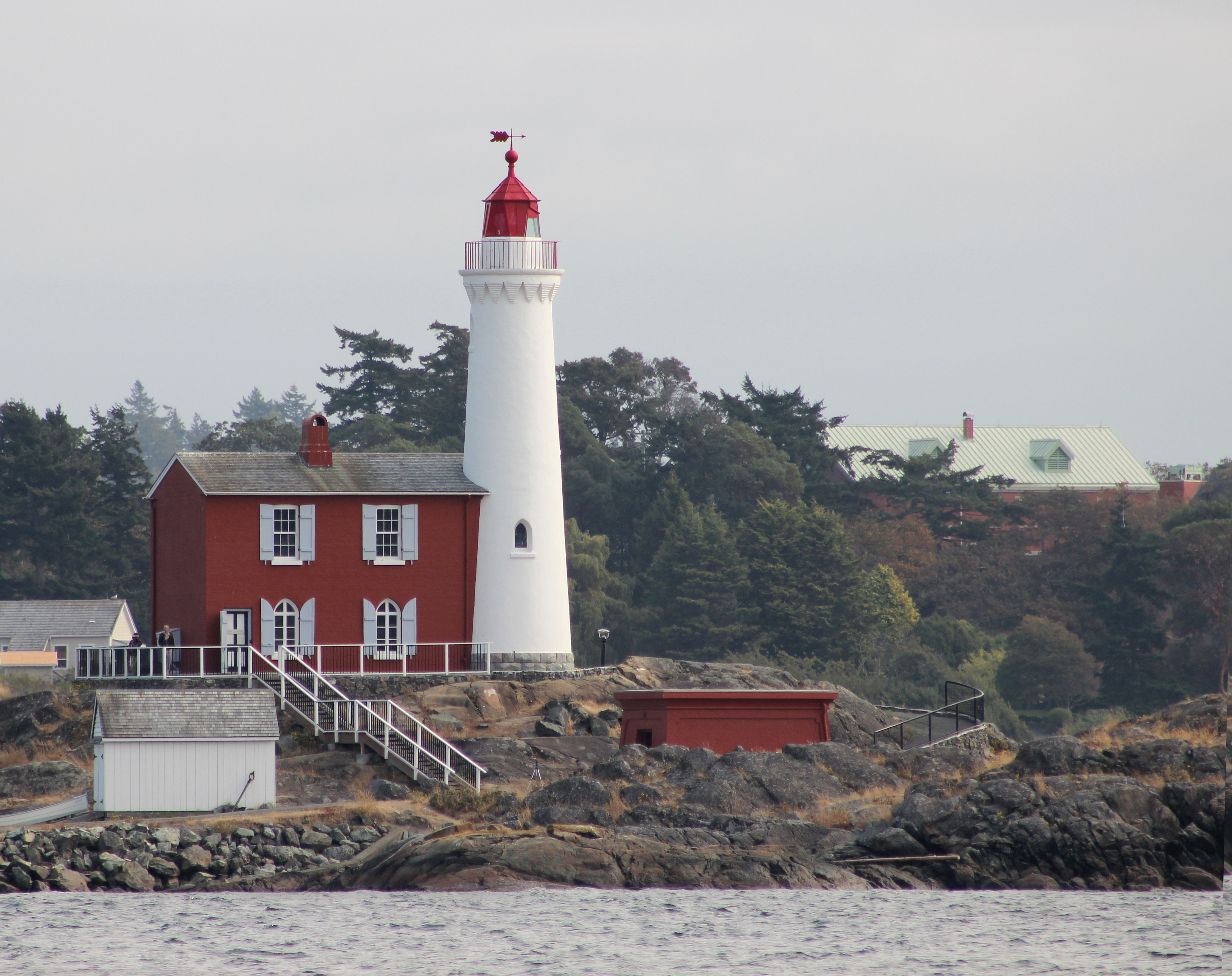
Phare de Fisgard

- Phare d'Active Pass *
- Phare de Portlock Point
- Phare d'East Point *

- Phare de Fisgard *
- Phare d'Ogden Point
- Phare de Trial Islands *
- Phare de Discovery Island
- Phare de Race Rocks *
- Phare de Sheringham Point *
- Phare de Brotchie Ledge[6]

## Sunshine Coast
- Phare de Merry Island *

## Grand Vancouver

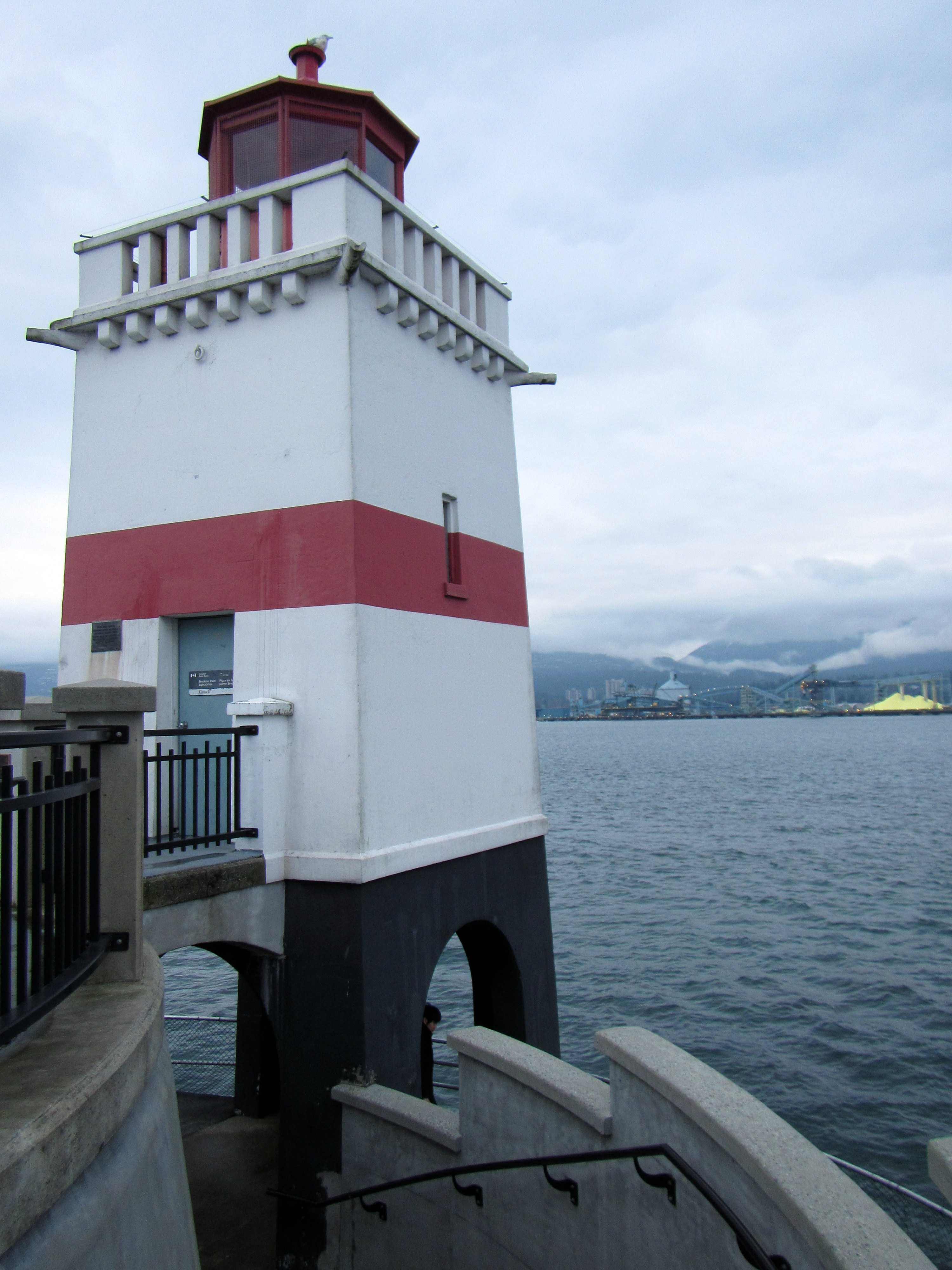
Phare de Brockton Point

- Phare de Point Atkinson *
- Phare de Prospect Point
- Phare de Brockton Point
- Phare de Sand Heads
- Phare de Roberts Head[7]